# Myrcia albobrunnea
Myrcia albobrunnea là một loài thực vật thuộc họ Myrtaceae. Đây là loài đặc hữu của Peru.